# Bisseuil
Bisseuil era un comune francese di 659 abitanti situato nel dipartimento della Marna nella regione del Grand Est. Il 1° gennaio 2016 è confluito nel neo-costituito comune di Aÿ-Champagne.

## Società

### Evoluzione demografica
Abitanti censiti